# 呂慧儀
呂慧儀（英語：Koni Lui Wai Yee，1982年9月3日—），香港女演員及主持，《2006年度香港小姐競選》季軍，現為無綫電視經理人合約藝員，於2000年加入Elite Model Management成為模特兒，入行前曾於威馬企業任職，亦是2004年工展小姐冠軍，2017年至今於電視劇《愛·回家之開心速遞》中飾演「熊若水」一角，與張景淳合演「龔水CP」受觀眾歡迎。

## 簡歷

### 早年生活（1982年至2003年）
呂慧儀早年就讀仁濟醫院羅陳楚思小學、宣道會陳瑞芝紀念中學（中一至中五）及加拿大神召會嘉智中學（預科）。2001年參加香港高級程度會考，並於中國語文及文化科取得A級成績。2004年於香港科技大學電子工程系畢業，後來成為Elite公司旗下的模特兒。

### 入行初期（2004年至2015年）
2004年，呂慧儀代表威馬企業獲得工展小姐冠軍；2006年，呂慧儀參加香港小姐競選獲得季軍，入行成為無綫電視旗下經理人合約藝員。同年，呂慧儀亦代表香港參加第46屆國際小姐競選，奪得友誼小姐及最迷人笑容大獎。於2008年的《原來愛上賊》中，由於其身材及於電視劇中角色的暱稱，再加上177厘米的身高，因此她被稱為「長腳蟹」。2009年曾入圍《2009年萬千星輝頒獎典禮》「飛躍進步女藝員」。

### 人氣急升（2016年至今）

#### 首演終極反派與滕麗名合作
2016年，呂慧儀於劇集《潮流教主》飾演男主角陳豪的天敵Zita，為該劇的終極反派，戲份比以往所演的劇集更多更重。同年，於時裝喜劇《一屋老友記》飾演嬌生慣養，刁蠻任性，堪稱患有「公主病」的「余花」（Fiona），並憑此角在《TVB 馬來西亞星光薈萃頒獎典禮2016》奪得「最喜愛TVB電視角色」。同年12月1日，她憑此角色首度入圍《萬千星輝頒獎典禮2016》「最受歡迎電視女角色」、「最佳女配角」及與滕麗名入圍「最受歡迎劇集搭檔」。其後呂慧儀和滕麗名拍攝《愛·回家之開心速遞》至現在。
2017年12月，呂慧儀接受訪問表示雖然由模特兒圈子出身，亦曾當過教師及參加選美，在隆重場合會穿得頗性感，但骨子裏她追求踏實的家庭生活。

#### 參與《愛回家之開心速遞》演出
2017年1月起，呂慧儀在處境劇《愛·回家之開心速遞》中擔任女主角，飾演「熊若水」（Mary）一角，當中與「龔燁」（張景淳飾）的「龔水CP」備受觀眾歡迎。同年，她獲提名《萬千星輝頒獎典禮2017》「最受歡迎電視女角色」。
2018年，她憑此角色於《萬千星輝頒獎典禮2018》入圍「馬來西亞最喜愛TVB女主角」及「新加坡最喜愛TVB女主角」，是其首次獲提名女主角獎項。她亦於《觀眾在民間電視大獎2018》「民選最佳女主角」得票第二名，並與張景淳獲得「民選最佳戲劇拍擋」獎。
2019年，她繼2017年後再次於《萬千星輝頒獎典禮2019》獲提名「最受歡迎電視女角色」，並與張景淳一同入圍「最受歡迎電視拍檔」最後五強。另外，《觀眾在民間電視大獎2018》及《觀眾在民間電視大獎2019》連續兩年「民選最佳劇集橋段」均由「龔水」劇集橋段奪得。
2020年，她憑此角色於《萬千星輝頒獎典禮2020》首度入圍「最佳女主角」。她與張景淳亦於《01娛樂民選大獎》獲得「民選最佳劇集CP」獎。

## 感情生活
- 2011年11月24日，呂慧儀透過社交網站宣佈與2008年香港先生黃文迪結婚。
- 2014年3月24日，通過微博宣布已懷孕兩個月。[6]同年誕下兒子[7][8]。
- 2019年3月9日，與前夫在Instagram上宣布已於2018年離婚，並會共同撫養兒子。[9][10]
- 由於拍攝《愛·回家之開心速遞》，被傳與同劇拍檔張景淳拍拖，惟雙方並沒有承認此事。[11]

## 演出作品

### 電視劇（無綫電視）
| 首播       | 劇名              | 角色                    |
| 2007年     | 同事三分親        | Daisy                   |
| 2008年     | 原來愛上賊        | 汪明翔（長腳蟹）        |
| 2009年     | 絕代商驕          | Vivian Ng               |
| 2010年     | 老友狗狗          | 馬卓玲（Chi Ling）第9集 |
| 2010年     | 女王辦公室        | 宋初敏                  |
| 2011年     | 隔離七日情        | 廖可人（Judy）          |
| 2011年     | 你們我們他們      | 頒獎嘉賓                |
| 2011年     | 團圓              | 部 長                   |
| 2012年     | 東西宮略          | 鍾無慧                  |
| 2013年     | 女警愛作戰        | 林朗寧（Long Leg）      |
| 2014年     | 女人俱樂部        | Mandy                   |
| 2014年     | 醋娘子            | 冷采慈                  |
| 2016年     | 潮流教主          | 洪詩婷（Zita）          |
| 2016年     | 一屋老友記        | 余 花（Fiona）          |
| 2017年     | 親親我好媽        | 袁 圓（Rebecca）        |
| 2017年     | 老表，畢業喇！    | 陳美娟（Daisy, D Chan） |
| 2017年     | 降魔的            | 名 媛                   |
| 2017年     | 誇世代            | 大 媽                   |
| 2017年至今 | 愛·回家之開心速遞 | 熊若水（Mary Hung）     |

### 電影
| 首播   | 劇名               | 角色           | 備註             |
| 2009年 | 短暫的生命         | Barbara        | 總督察           |
| 2009年 | Laughing Gor之變節 | 一哥女友       |                  |
| 2010年 | 惡胎               | 沈綠萍         |                  |
| 2010年 | 72家租客           | 柴 灣          | 貴賓房電話推銷員 |
| 2011年 | 我愛HK開心萬歲     | Koni           | 美容產品公司經理 |
| 2011年 | 潮性辦公室         | Rachel         |                  |
| 2013年 | 2013我愛HK恭囍發財 | Daisy          | 甜心集團女少東   |
| 2015年 | 十月初五的月光     | 盧惠光角色之妻 |                  |

### 綜藝節目（TVB）
| 年份   | 綜藝                       | 集數            | 備註                            |
| 2007年 | 謎(第一輯)                 | 01-25           | 飾演「迷女郎」                  |
| 2008年 | 鐵甲無敵獎門人             | 07 23 40 44     |                                 |
| 2008年 | 萬眾同心公益金             |                 |                                 |
| 2009年 | 謎(第二輯)                 | 01-25           | 飾演「迷女郎」                  |
| 2009年 | 今日VIP                    | 75 137          |                                 |
| 2009年 | 掌故王                     | 31-32           |                                 |
| 2009年 | 農夫小儀嬉                 | 03              |                                 |
| 2009年 | 大咕窿                     | 05              |                                 |
| 2009年 | 美女廚房 (第二輯)          | 17              |                                 |
| 2010年 | 逐格鬥                     | 05              |                                 |
| 2010年 | 新春招牌菜(第一輯)         | 01-06           |                                 |
| 2010年 | 千奇百趣香港地             | 05 06           |                                 |
| 2010年 | 超級遊戲獎門人             | 08 18 25        |                                 |
| 2010年 | 今日VIP                    | 77              |                                 |
| 2010年 | 千奇百趣Summer Fun         | 26 27           |                                 |
| 2010年 | 為食一條街                 | 06 14 19        |                                 |
| 2010年 | 千奇百趣Winter Fun         | 10              |                                 |
| 2010年 | 歡樂滿東華                 |                 |                                 |
| 2011年 | 新春招牌菜(第二輯)         | 02              |                                 |
| 2011年 | 姊妹淘(第一輯)             | 01              |                                 |
| 2011年 | 獎門人暑假旅行團           | 01-05           |                                 |
| 2011年 | 千奇百趣省港澳             | 12              |                                 |
| 2011年 | 甜心先生                   | 28              |                                 |
| 2011年 | 魔法擂台                   | 01 03 04 11 12  |                                 |
| 2011年 | 華麗明星賽                 | 12              |                                 |
| 2011年 | 怒食街頭                   | 03              |                                 |
| 2011年 | 萬眾同心公益金             |                 |                                 |
| 2012年 | 五覺大戰                   | 01              |                                 |
| 2012年 | 千奇百趣高B班              | 06              |                                 |
| 2012年 | 三個女人一個墟             | 01-12           |                                 |
| 2012年 | 今日VIP                    | 62              |                                 |
| 2012年 | 700萬人的數字              | 07 08           |                                 |
| 2012年 | 玩轉三周1/2                | 08              |                                 |
| 2012年 | 千奇百趣東南亞             | 08              |                                 |
| 2012年 | 瘋狂歷史補習社             | 01-23           |                                 |
| 2012年 | 變身男女Chok Chok Chok     | 18              |                                 |
| 2012年 | 越夜越美味                 | 1-23            |                                 |
| 2013年 | 保良金蛇賀新春             |                 |                                 |
| 2013年 | 玩嘢王                     | 02              |                                 |
| 2013年 | 超級無敵獎門人 終極篇      | 01 17 30 31     |                                 |
| 2013年 | 吾淑吾食（第一輯）         | 02              |                                 |
| 2013年 | 歡樂滿東華                 |                 |                                 |
| 2014年 | 年代大激鬥                 | 01-07 09-15     |                                 |
| 2014年 | 今日VIP                    | 56              |                                 |
| 2014年 | 燭光晚餐                   | 08              |                                 |
| 2014年 | 明星愛廚房                 | 11              |                                 |
| 2015年 | 家家有喜事                 | 01-08           |                                 |
| 2015年 | 你健康嗎？(第一輯)         | 14              |                                 |
| 2015年 | 超強選擇1分鐘              | 13              |                                 |
| 2015年 | 夜宵磨 (第三輯)            | 13              |                                 |
| 2015年 | 活得健康嗎？               | 15              |                                 |
| 2016年 | Sunday好戲王               | 08              |                                 |
| 2016年 | 沒有起跑線？               | 03              |                                 |
| 2016年 | 今日VIP                    | 46              |                                 |
| 2016年 | 男人食堂                   | 16              |                                 |
| 2016年 | 區區開伙                   | 05              |                                 |
| 2016年 | 我愛香港                   | 03 13           |                                 |
| 2016年 | 你健康嗎？(第二輯)         | 03              |                                 |
| 2016年 | 一屋老友去旅行             | 1-10            |                                 |
| 2017年 | 歡樂滿東華                 |                 |                                 |
| 2019年 | 深夜美食團                 | 33              |                                 |
| 2019年 | 2019年度香港小姐競選       |                 |                                 |
| 2020年 | 天天開運王(第一輯)         | 21              |                                 |
| 2020年 | 你估我唔到                 | 01              |                                 |
| 2020年 | 娛樂大家10點半             | 09              |                                 |
| 2020年 | 美女廚房 (第三輯)          | 06              |                                 |
| 2020年 | 魅力凝聚新時代2020         |                 |                                 |
| 2021年 | 開心大綜藝                 | 05              |                                 |
| 2021年 | 大整蠱                     | 03 04           |                                 |
| 2021年 | 識貨(第一輯)               | 10              |                                 |
| 2021年 | 讀心專家                   | 02              |                                 |
| 2021年 | 2021年度香港小姐競選       |                 |                                 |
| 2021年 | 胡楓約你開心派對           |                 | 胡楓演唱會:胡楓約你開心派對2021 |
| 2022年 | 金虎獻瑞耀保良             |                 |                                 |
| 2022年 | 思家大戰（第一輯）         | 22              |                                 |
| 2022年 | 講你都唔信                 | 06              |                                 |
| 2022年 | 日日媽媽聲(第二輯)         | 03              |                                 |
| 2022年 | 鄰住買 x SaSa Special Live | 27/6, 6/7, 13/7 |                                 |
| 2022年 | 人生90好楓SHOW             |                 |                                 |
| 2022年 | 開心無敵獎門人             | 02              |                                 |
| 2022年 | 樓價有得估                 | 06              |                                 |
| 2022年 | 2022年度香港小姐競選       |                 |                                 |
| 2024年 | 獎門人春節感謝祭           |                 |                                 |
| 2024年 | 除夕倒數迎金龍             |                 |                                 |
| 2024年 | 獎門人恭喜發財全盒         |                 | 重溫片段                        |

## 軼事
2019年10月，呂慧儀因沒按時吃飯而在家中暈倒，還不慎撞傷手，當時全靠5歲兒子把她叫醒。
2020年4月，呂慧儀被指在娛樂新聞台採訪期間鬧哭記者周佩婷，以及在公司欺負同劇演員，並霸佔VIP化妝間，其後她運用暗黑手段使相關新聞消失在網絡上，現在已經不能找到初次報道的文章，全部都改成報道方向為「一切都是誤會」，後得同劇拍檔張景淳於Instagram發文澄清，並獲同劇其他演員，化妝師和臨時演員留言支持，但仍有很多人對她的中年惡女性格心生厭惡。
2021年，「龔水粉」因應她和張景淳於劇集《愛·回家之開心速遞》的結婚劇情，多次為二人發起應援活動，購入多個巴士及燈箱廣告。

## 無綫月曆
- 2008年 - 5月 - 徐子珊、陳豪、王祖藍、陳鍵鋒、宋熙年、楊霈婷
- 2009年 - 8月 - 陳法拉、胡定欣、楊秀惠、徐淑敏、葉翠翠、李亞男、陳自瑤
- 2014年 - 8月 - 王浩信、朱璇、楊秀惠、羅仲謙、葉翠翠、梁烈唯、沈卓盈

## 獎項及提名
| 年份   | 頒獎典禮                         | 獎項                         | 作品／角色                        | 結果                 |
| ------ | -------------------------------- | ---------------------------- | --------------------------------- | -------------------- |
| 2000年 | 《射鵰英雄傳》郭靖、黃蓉選舉     | 俏黃蓉                       | 不適用                            | 獲獎                 |
| 2001年 | 香港2001精英模特兒大賽           | 亞軍                         | 不適用                            | 獲獎                 |
| 2001年 | 香港2001精英模特兒大賽           | 最上鏡大獎                   | 不適用                            | 獲獎                 |
| 2001年 | PlayStation                      | PlayStation Girl             | 不適用                            | 獲獎                 |
| 2004年 | 第39屆工展小姐                   | 冠軍（代表威馬企業有限公司） | 不適用                            | 獲獎                 |
| 2004年 | 第39屆工展小姐                   | 最具東方魅力獎               | 不適用                            | 獲獎                 |
| 2006年 | 2006年度香港小姐競選             | 季軍                         | 不適用                            | 獲獎                 |
| 2006年 | 第46屆國際小姐競選               | 友誼小姐大獎                 | 不適用                            | 獲獎                 |
| 2006年 | 第46屆國際小姐競選               | 最迷人笑容大獎               | 不適用                            | 獲獎                 |
| 2007年 | 萬千星輝頒獎典禮2007             | 最佳節目主持                 | 《謎》                            | 與鄭少秋及王貽興提名 |
| 2009年 | 萬千星輝頒獎典禮2009             | 飛躍進步女藝員               | 《絕代商驕》 《謎》 《天賜良源》  | 提名                 |
| 2016年 | 萬千星輝頒獎典禮2016             | 最受歡迎電視女角色           | 《一屋老友記》余花                | 提名                 |
| 2016年 | 萬千星輝頒獎典禮2016             | 最佳女配角                   | 《一屋老友記》余花                | 提名                 |
| 2016年 | 萬千星輝頒獎典禮2016             | 最受歡迎劇集搭檔             | 《一屋老友記》余花、寶欣          | 與滕麗名提名         |
| 2016年 | TVB 馬來西亞星光薈萃頒獎典禮2016 | 最喜愛TVB女配角              | 《一屋老友記》余花                | 提名                 |
| 2016年 | TVB 馬來西亞星光薈萃頒獎典禮2016 | 最喜愛TVB電視角色            | 《一屋老友記》余花                | 獲獎                 |
| 2016年 | TVB 馬來西亞星光薈萃頒獎典禮2016 | 2016年紅爆網絡新鮮人大獎     | 不適用                            | 提名                 |
| 2017年 | 萬千星輝頒獎典禮2017             | 最受歡迎電視女角色           | 《愛·回家之開心速遞》熊若水       | 提名                 |
| 2017年 | TVB 馬來西亞星光薈萃頒獎典禮2017 | 最喜愛TVB女配角              | 《親親我好媽》袁圓                | 提名                 |
| 2017年 | TVB 馬來西亞星光薈萃頒獎典禮2017 | 最喜愛TVB電視角色            | 《親親我好媽》袁圓                | 提名                 |
| 2018年 | 萬千星輝頒獎典禮2018             | 新加坡最喜愛TVB女主角        | 《愛·回家之開心速遞》熊若水       | 提名                 |
| 2018年 | 萬千星輝頒獎典禮2018             | 馬來西亞最喜愛TVB女主角      | 《愛·回家之開心速遞》熊若水       | 提名                 |
| 2018年 | 觀眾在民間電視大奬               | 民選最佳女主角               | 《愛·回家之開心速遞》熊若水       | 得票第二名           |
| 2018年 | 觀眾在民間電視大奬               | 民選最佳戲劇拍檔             | 《愛·回家之開心速遞》熊若水、龔燁 | 與張景淳獲獎         |
| 2019年 | 萬千星輝頒獎典禮2019             | 最受歡迎電視女角色           | 《愛·回家之開心速遞》熊若水       | 提名                 |
| 2019年 | 萬千星輝頒獎典禮2019             | 最受歡迎電視拍檔             | 《愛·回家之開心速遞》熊若水、龔燁 | 與張景淳入圍最後五強 |
| 2019年 | 觀眾在民間電視大獎               | 民選最佳戲劇拍檔             | 《愛·回家之開心速遞》熊若水、龔燁 | 與張景淳入圍最後五強 |
| 2019年 | 觀眾在民間電視大獎               | 民選最佳女主角               | 《愛·回家之開心速遞》熊若水       | 最後五強             |
| 2019年 | 觀眾在民間電視大獎               | 民選飛躍進步女藝員           | 《愛·回家之開心速遞》熊若水       | 最後五強             |
| 2020年 | 萬千星輝頒獎典禮2020             | 最佳女主角                   | 《愛·回家之開心速遞》熊若水       | 提名                 |
| 2020年 | 萬千星輝頒獎典禮2020             | 馬來西亞最喜愛TVB女主角      | 《愛·回家之開心速遞》熊若水       | 提名                 |
| 2020年 | 觀眾在民間電視大奬               | 民選最佳女主角               | 《愛·回家之開心速遞》熊若水       | 提名                 |
| 2020年 | 觀眾在民間電視大奬               | 民選最佳戲劇拍檔             | 《愛·回家之開心速遞》熊若水、龔燁 | 與張景淳提名         |
| 2020年 | 01娛樂民選大獎                   | 民選最佳劇集CP               | 《愛·回家之開心速遞》熊若水、龔燁 | 與張景淳獲獎         |
| 2020年 | 01娛樂民選大獎                   | 民選最佳女主角               | 《愛·回家之開心速遞》熊若水       | 提名                 |
| 2021年 | 萬千星輝頒獎典禮2021             | 最佳女主角                   | 《愛·回家之開心速遞》熊若水       | 提名                 |
| 2021年 | 萬千星輝頒獎典禮2021             | 馬來西亞最喜愛TVB女主角      | 《愛·回家之開心速遞》熊若水       | 提名                 |
| 2021年 | 萬千星輝頒獎典禮2021             | 最受歡迎電視拍檔             | 《愛·回家之開心速遞》熊若水、龔燁 | 與張景淳提名         |
| 2021年 | 觀眾在民間電視大奬               | 民選最佳女主角               | 《愛·回家之開心速遞》熊若水       | 得票第五名           |
| 2021年 | 觀眾在民間電視大奬               | 民選最佳戲劇拍檔             | 《愛·回家之開心速遞》熊若水、龔燁 | 與張景淳得票第三名   |
| 2022年 | 觀眾在民間電視大奬               | 民選最佳女主角               | 《愛·回家之開心速遞》熊若水       | 提名                 |

## 外部連結
- 呂慧儀的Facebook專頁
- 呂慧儀的新浪微博
- 呂慧儀影迷会（页面存档备份，存于）
- 2006年度香港小姐競選呂慧儀個人網頁
- 呂慧儀的Instagram帳戶

| 前任： 林莉 | 香港小姐競選季軍 2006年 | 繼任： 周美欣 |